# قرار مجلس الأمن التابع للأمم المتحدة رقم 617
قرار مجلس الأمن التابع للأمم المتحدة رقم 617، المتخذ بالإجماع في 29 تموز / يوليو 1988، بعد التذكير بالقرارات السابقة حول الموضوع، وكذلك دراسة تقرير الأمين العام عن قوة الأمم المتحدة المؤقتة في لبنان (اليونيفيل) المعتمدة في القرار 426 (1978)، قرر المجلس تمديد ولاية اليونيفيل لستة أشهر أخرى حتى 31 يناير 1989.
ثم أكد المجلس على ولاية القوة وطلب من الأمين العام تقديم تقرير عن التقدم المحرز فيما يتعلق بتنفيذ القرارين 425 (1978) و426 (1978).